# 鍾世章
鍾世章（1916年—1992年），京劇琴師，1916年在北京出生，1992年在北京去世。
他師從金子年學藝，做過馬最良、譚富英、王玉蓉、白玉薇、童芷苓、言慧珠、李盛藻、李少春、李慧芳等京劇表演藝術家的琴師，以與程硯秋的合作見知於世。
1945年中日戰爭結束後，程硯秋復出登台，他在月琴師吳玉文介紹下展開與程的合作，直到1958年程硯秋去世。
這段期間，程硯秋劇組的重大公演和實況錄音、在中央人民廣播電台的錄音、在中國唱片公司出版的唱片，都是他做琴師（操琴；以簡稱京胡的京劇胡琴給演員伴奏唱腔和帶領音樂旋律），夏魁連演奏京劇二胡（京二胡），白登雲打鼓。
1956年，周恩來請吳祖光編導的程硯秋舞台藝術彩色京劇電影《荒山淚》，他是琴師，並應邀創作和演奏片頭樂曲，以「序曲」職稱在片頭列名。
程硯秋過世後，他在中國京劇院四團工作，並隨全團調到寧夏銀川市，獨立為寧夏京劇團。
1959年曾到北京工作，1960年1月6日，中國文化部成立北京青年京劇團，他和程硯秋弟子王吟秋從寧夏京劇團調到北京青年京劇團工作，從此就在團裡給程硯秋弟子趙榮琛、王吟秋伴奏。
1983年，趙榮琛與俞振飛先生合作公演程派名劇《春閨夢》紀念程硯秋逝世25周年，他操琴，白登雲打鼓，夏魁連二胡，全劇影音實況流傳於世，頗有影響。